# Міжнародний союз ромів
Міжнародний союз ромів (ром. Romano Internacionalno Jekhetanipe), раніше відомий як Міжнародний циганський комітет і Міжнародний ромський комітет — організація, яка активно захищає права ромського народу. Його місцеперебування знаходиться у Відні. Міжнародний ромський союз також має офіси в Скоп'є, Північна Македонія, та Вашингтоні, округ Колумбія, США.
МСР було засновано на другому Всесвітньому конгресі ромів у 1978 році. Його президентами були Станіслав Станкевич, Еміль Шчука, а до нього Райко Джуріч, який займав цю посаду багато років. Чинним президентом МСР є Зоран Дімов, який був обраний під час 10-го конгресу, який відбувся 18–20 березня 2016 року в Скоп'є, Македонія. У ньому взяли участь 100 делегатів і членів МСР з 40 країн. Після цього було обрано нове керівництво парламенту МСР під головуванням колишнього голови парламенту Стево Балога з Австрії.
МСР має консультативний статус ECOSOC в ООН.

## Історія
У 1959 році Іонель Ротару заснував Всесвітню циганську громаду (ВЦГ) у Франції. Хоча членами були переважно французи, організація налагодила контакти в Польщі, Канаді, Туреччині та інших країнах. Коли французький уряд розпустив ВЦГ у 1965 році, відкололася група сформувала Міжнародний циганський комітет (МЦК) під керівництвом Ванко Руди. Коли Всесвітній ромський конгрес 1971 року прийняв самоназву «роми», а не цигани, МЦК було перейменовано на Komiteto Lumniako Romano (Міжнародний ромський комітет або МРК), а Руду було знову підтверджено президентом. Наступного року комітет став членом Ради Європи. Комітет знову змінився на Всесвітньому ромському конгресі 1978 року та взяв свою теперішню назву. Наступного року йому було надано консультативний статус в Економічній і соціальній раді ООН. 1986 року спільнота стала зареєстрованою неурядовою організацією ЮНІСЕФ. У 1993 році союз отримав категорію II, спеціальний консультативний статус в ООН.

## Структура
МСР складається з чотирьох органів: конгресу, парламенту, президії та суду.

## Інституційні зв'язки
МСР має інституційні зв'язки з Радою Європи, ОБСЄ, УВКБ ООН, ООН та Європейським альянсом міст і регіонів за інтеграцію ромів. МСР має меморандум про взаєморозуміння з багатьма іншими країнами з метою «постійного покращення ситуації та умов життя ромів».